# Ghepard
Ghepardul (Acinonyx jubatus) este o felină mare (familia Felidae, subfamilia Felinae) care poate fi întâlnită în aproape toată Africa și Asia de Sud-Vest până în India. Ghepardul este un cățărător modest, vânând prada prin viteza alergării sale și nu prin agilitatea săriturii. Ca atare, este plasat în propriul său gen, Acinonyx. Ghepardul este, de departe, cel mai rapid animal terestru, putând atinge o viteză de 112–120 km/h. De asemenea, ghepardul poate dezvolta o accelerație de la zero la 100 km/h în doar 3 secunde. La acest record contribuie și faptul că, spre deosebire de restul felidelor, ghepardul are ghearele semiretractibile.

## Descriere

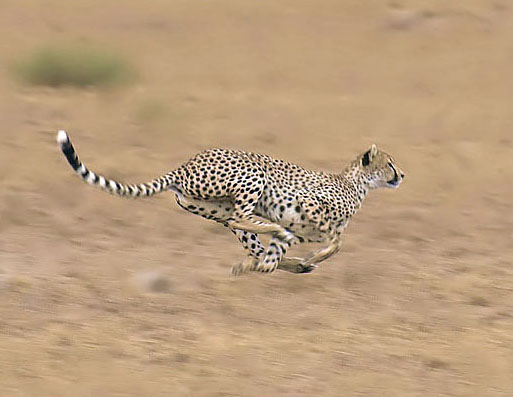
Ghepard alergând

Pieptul unui ghepard este adânc, iar talia îngustă. Blana scurtă a animalului este galben-închisă cu pete negre, de diametrul 2–3 cm., permițându-i să se camufleze în timp ce vânează. Nu sunt pete pe blana albă de pe abdomen și torace, dar există pe coadă. La unii gheparzi, o genă recesivă produce un model pătat cu dungi. Acest tip de ghepard se numește ghepard regal.
Capul ghepardului este mic, cu urechi ascuțite și două dungi negre, ce încep la colțurile ochilor, de-o parte și de alta a nasului, și se termină la gură. Acestea ajută la vânătoare prin faptul că țin razele solare departe de ochi, și astfel poate să vadă de la distanțe mari.
Ghepardul adult cântărește între 40 și 70 kg. Lungimea totală a corpului este de 1,50-1,70 m, în timp ce coada variază până la 84 cm. Masculii tind să fie mai mari ca femelele, dar nu este o variație mare și este dificil a separa masculii de femele doar prin aparență. Acesta trăiește 10-12 ani în sălbăticie, dar în captivitate poate trăi până la 20 de ani.

## Istorie
Gheparzii au existat pe Pământ timp de 3,5 - 4 milioane de ani, cu mult timp înaintea celorlalte feline mari. Acum 20.000 de ani, gheparzii erau comuni prin Africa și Asia, Europa și Nord America. Prin datele luate de la fosile, se știe că aceștia au existat și în SUA, mai exact în actualele state Texas, Nevada și Wyoming.
Aproximativ în urmă 10.000 de ani, la sfârșitul erei Pleistocene, numită și „Marea epocă de gheață”, mediul terestru a suferit schimbări drastice în climat, iar peste câteva mii de ani, 75% din speciile de mamifere din Europa și America de Nord au murit, printre care și gheparzii. Este probabil ca ei să fi migrat spre medii mai potrivite, căci gheața acoperise mare parte din emisfera nordică, iar nivelul mărilor a scăzut. Ghepardul a supravietuit Epocii Pleistocene, dar numărul său a fost grav redus. În secolul al V-lea, ei erau folosiți de către nobilii italieni la vânătoare. Gheparzii adulți erau prinși în sălbăticie și închiși în cuști pentru câteva luni.
Numărul de gheparzi a descrescut de la 100.000, la sfârșitul secolului al XIX-lea, până la aproximativ 12.600 astăzi.
Ghepardul nu este doar cea mai rapidă felină de pe Pământ, ci și cel mai bun sprinter din regnul animal. Toate cele patru membre ale sale se încrucișează pentru a obține o distanță maximă a pasului. Cu o coloana vertebrală deosebit de flexibilă, ghepardul se poate întinde foarte mult. Ghearele ghepardului se comportă precum crampoanele de pe un pantof de alergare, ajutându-l să-și mărească aderența atunci când sprintează, ele nefiind retractile, ca la celelalte feline.

## Vânătoare
Ghepardul este carnivor. În câmpiile din estul Africii, gazelele Thomson constituie prada sa preferată. Dar pentru ca ghepardul să aibă o șansă să prindă o gazelă sau orice altă posibilă pradă, trebuie să se furișeze cât mai aproape de aceasta și apoi să sară la atac. Datorită blănii sale adaptate mediului în care trăiește, ghepardul se poate confunda ușor cu peisajul și prada nu îl poate zări. Vânătoarea are succes în doar 20% din cazuri, și, chiar dacă prinde o pradă, ghepardul mai trebuie să o și apere de alți vânători mult mai puternici ca el.

## Subspecii
Sunt cunoscute următoarele subspecii de ghepard:
- Acinonyx jubatus jubatus
- Acinonyx jubatus hecki
- Acinonyx jubatus raineyi
- Acinonyx jubatus soemmeringii
- Acinonyx jubatus velox
- Acinonyx jubatus venaticus (ghepardul asiatic)